# Кирсипуу, Пауль
Пауль Кирсипуу (эст. Paul Kirsipuu; 12 мая 1968, Таллин) — советский и эстонский футболист, полузащитник.

## Биография
В 1985 году в 17-летнем возрасте дебютировал в соревнованиях мастеров во второй лиге СССР в составе клуба «Таврия» (Симферополь), провёл 5 матчей. В том же году в составе юниорской сборной Крыма стал победителем IX летней Спартакиады Украинской ССР. В 1986 году вернулся в Эстонию и сыграл один матч во второй лиге за «Спорт» (Таллин), также в составе юниорской сборной республики участвовал в футбольном турнире Спартакиады народов СССР. Затем несколько лет не выступал в соревнованиях высокого уровня.
В 1990 году играл за таллинский «Спорт» в чемпионате Прибалтики. В первой половине 1990-х годов выступал за финский клуб «Хонка», с которым за несколько лет поднялся из пятого в третий дивизион Финляндии. Весной 1995 года забил 10 голов за 10 туров переходного турнира между высшей и первой лигами Эстонии в составе «Динамо» (Таллин).
В сезоне 1995/96 провёл 7 матчей в высшем дивизионе Эстонии за клубы «Тевалте-Марлекор» и «Таллинна Садам», также в том сезоне играл в первой лиге за «Норму». Затем долгое время играл за клубы низших лиг Эстонии, а часть сезона 1998 года провёл в третьем дивизионе Финляндии. Более 10 лет с перерывами выступал за клуб «Динамо» (Таллин), с которым в 1999 и 2003 годах становился победителем второй лиги. В 2005 году вместе с «Динамо» выступал в высшей лиге и провёл 22 матча, однако клуб стал безнадёжным аутсайдером турнира.
Всего в высшем дивизионе Эстонии сыграл 29 матчей, голов не забивал.
Также в последние годы карьеры играл в высшем дивизионе Эстонии по мини-футболу (футзалу), в частности за таллинский «Арарат».
Работал детским тренером в клубе «Пума» (Таллин).